# Moa Point
Moa Point  est une petite banlieue de la cité de Wellington, qui est la capitale de la Nouvelle-Zélande située dans le sud de l’Île du Nord.

## Situation
Elle est localisée sur la côte sud entre les banlieues de Lyall Bay à l’ouest et Tarakena Bay vers l’est.
En 2015, il y avait 21 logements dans la banlieue

## Toponymie
La banlieue  a acquis son nom en 1926, quand  l’établissement de HD Crawford fut vendu pour constituer 39 sections d’une nouvelle zone de lotissement connue sous le nom de « Moa Point Estate», décrite comme une des plus chaudes et plus ensoleillées et donc très accueillante des positions dans le secteur de Wellington,.
La colline derrière le lotissement était appelée:Moa Point HIll car des os de moa  et des pierres de gésiers ainsi que des évidences d’une occupation  Māori, avaient été retrouvées dans le secteur au XIXe siècle,.

## Histoire
La colline fut aplatie durant la construction de l'aérodrome de Rongotai à partir des années 1930 et jusqu’en 1950, avec un sol utilisé pour mettre en valeur le secteur de Lyall Bay et pour d’autres travaux routiers ,,.
Certaines maisons de l’extrémité nord de Moa Point furent relocalisées ou retirées  de là et le promontoire qui existait précédemment est maintenant entièrement situé sous les installations de l’aéroport.

## Environnement
Les nids de Manchot pygmée ou Little blue penguins situés le long de la côte sud de Wellington, incluant Moa Point, sont des boites à nidation, qui ont été fournies par l’ « Association  Forest and Bird » dans le cadre du projet «Places for Penguins» ,.
La péninsule de Hue te Taka est une plate-forme rocheuse longue d’environ  500 m, s’étendant à partir de Moa Point, qui devient une île à marée haute.
C’est le domicile électif des pingouins et de nombreuses espèces de plantes natives ,.

## Installation de traitement des eaux usées
Moa Point est connu pour son installation de traitement des eaux usées, qui épure les égouts de la majorité de la cité de Wellington.
À partir de l’année 1899 et jusqu’en 1989, les égouts étaient déversés  dans une zone côtière au niveau de Moa Point.
Une proposition du conseil fut de  continuer à décharger les eaux non traitées au niveau de «Moa Point » avec seulement un criblage mais à cause d’une controverse publique ce fut un facteur significatif de la défaite du maire sortant: Ian Lawrence (en) battu par Jim Belich (en) lors des élections municipales de wellington de 1986 (en).
Le criblage des eaux fut donc ajouté en 1989 mais comme une partie de la transition vers un système de traitement secondaire basé sur la terre.
En 1995, le conseil de la cité de Wellington  contracta donc avec la compagnie britannique  « Anglian Water International » pour fournir une installation de traitement des eaux usées pour l’ensemble de la cité de Wellington, qui fut installée au niveau de Moa Point, pour un coût de 149 millions de $.
L’installation ouvrit officiellement en septembre 1998.
Le processus de traitement des eaux fonctionne en plusieurs étapes : les liquides sont filtrés pour en retirer les particules solides, puis passent à travers un bassin de sédimentation.
Après le traitement avec un agent pour séparer et éliminer les bactéries, la phase liquide est traitée avec la lumière ultraviolette pour éliminer la plus grande partie  des bactéries et des virus restants.
Les eaux ainsi traitées sont alors déversées dans l’océan au niveau du détroit de Cook via une canalisation de 1,8 kilomètre (1,1 mi) de long constituant un exutoire marin.
L’installation peut ainsi décharger jusqu’à 260.000 m cubes d’eau usées traitée par jour.
Durant les périodes de pluies intenses les eaux usées entrantes peuvent atteindre le niveau maximum et l’installation peut nécessiter d’être déchargée partiellement du traitement des eaux d’égouts, en direction de l’océan ,.
Si cela survient, une notice d’alerte est diffusée au niveau de Moa Point et de  Lyall Bay et ensuite en ligne 
En mai 2021, le conseil de la cité de Wellington (en)  approuva un plan de dix ans, qui inclut une dépense de 2,7 milliards de $, portant sur la maintenance des tuyaux d’eau et leur mise à niveau dans tout le secteur de Wellington city, et un supplément de 147 à 208 millions de $ pour la mise à niveau de l’installation de traitement des eaux de « Moa Point ».

## Abris pour animaux
Le conseil de la cité de Wellington aussi assure le fonctionnement d’un abri pour animaux, localisés sur la côte sud, adjacent à la banlieue de Moa Point.
Les installations ont été construites en 1968, et fournissent un abri temporaire pour une grande variété d’animaux, principalement des chiens mis en fourrière ou errants, mais aussi des oiseaux sauvages et des animaux domestiques échappés tels que des cochons, .